# 마리아노 곤살보
마리아노 곤살보 팔콘(스페인어: Mariano Gonzalvo Falcón, 1922년 3월 22일, 카탈루냐주 물례트델발례스 ~ 2007년 4월 7일, 카탈루냐 주 바르셀로나), 곡은 곤살보 3호(스페인어: Gonzalvo III)나 카탈루냐식 이름 마리아 곤살보(스페인어: Marià Gonzalvo)로 알려진 스페인의 선수로, 바르셀로나의 전 선수이다. 곤살보는 1940년대와 1950년대 초 라 리가를 주름잡던 정상급 미드필더로 손꼽혔다. 1962년 12월 7일, 바르셀로나는 페냐롤과의 헌정 경기를 치렀다. 그는 스페인 국가대표팀과 카탈루냐 대표팀에서 모두 활약했었다. 그의 두 형 훌리오, 혹은 곤살보 1호(Gonzalvo I)는 에스파뇰에서 활약했고, 호세, 혹은 곤살보 2호(Gonzalvo II)는 바르셀로나와 스페인 국가대표팀에서 활약했다.
곤살보 형제는 다음과 같다.
- 곤살보 1호(Gonzalvo I): 훌리 곤살보(1917년 ~ 2003년)
- 곤살보 2호(Gonzalvo II): 호세 곤살보(1920년 ~ 1978년)
- 곤살보 3호(Gonzalvo III): 마리아노 곤살보(1922년 ~ 2007년)

## 경력

### 클럽 경력
곤살보는 카탈루냐주 바르셀로나도 물례트델발례스 출신으로, 인근 물례트에서 축구를 시작해 에우로파에 입단했다. 그는 이후 바르셀로나로 이적했지만 처음에 1군에 자리잡지 못했다. 그는 1941-42 시즌에 형 훌리와 함께 사라고사에서 한배를 탔고, 세군다 디비시온에서 준우승의 성적을 거두어 라리가 승격에 일조했다. 그는 바르셀로나로 복귀해 1942년 12월 13일에 2-4로 패한 세비야와의 원정 경기에서 라리가 첫 경기를 치렀다. 그 후, 13년 동안 그는 중흥기를 맞이한 바르셀로나의 주역 선수로 활약해 모든 대회 통틀어 331번의 경기에서 56골을 터뜨렸다.
그는 안토니 라마예츠, 벨라스코, 주제프 에스콜라, 주안 세가라, 에스타니슬라오 바소라, 세사르, 라디슬라오 쿠발라, 그리고 그의 작은형 호세와 함께 바르셀로나는 5번의 라 리가를 우승했고, 코파 델 헤네랄리시모도 3년 연속 석권했다. 1951년 코파 델 레이 결승전에서, 그는 레알 소시에다드에 3-0 쐐기골을 기록했다. 곤살보는 례이다와 콘달에서 한 시즌씩 활약하고 현역에서 은퇴했다. 이 중 콘달은 본래 바르셀로나의 2군 구단이었지만, 1950년대에 독립했다. 2부 리그에서 승격을 이룩한 콘달은 잠깐 라 리가에서 활약할 당시 노장 곤살보가 합류했다.

### 국가대표팀 경력
1946년부터 1954년까지, 곤살보는 스페인 국가대표팀 경기에 16번 출전했다. 그의 첫 스페인 국가대표팀 경기는 0-1로 패한 아일랜드와의 1946년 6월 23일 경기로, 1950년 월드컵에 자국을 대표로 출전했다. 1947년부터 1955년까지 그는 카탈루냐 대표팀 경기도 3번 출전했는데, 첫 경기는 1947년 10월 10일에 스페인에 3-1로 이긴 경기였다. 1955년 1월 26일, 그는 라디슬라오 쿠발라, 에스타니오 바소라, 그리고 초청 선수 알프레도 디 스테파노와 함께 레스 코르츠 안방에서 볼로냐와의 기념 경기를 치렀다.

## 수상
바르셀로나
- 라리가: 1944-45, 1947-48, 1948-49, 1951-52, 1952-53
- 코파 델 헤네랄리시모: 1951, 1952, 1953
- 코파 라티나: 1949
- 코파 데 오로 아르헨티나 / 코파 에바 두아르테: 1945, 1949, 1952, 1953
- 코파 마르티니 로시: 1952, 1953

사라고사
- 세군다 디비시온 준우승: 1941-42